# 스윙잉 하노버
2005년부터 열리고 있는 스윙잉 하노버 (enercity Swinging Hannover)는 매년 2일간 독일에서 열리는 재즈 페스티벌이다.

## 역사
페스티벌은 1967년에 마이클 게르케가 ″재즈 클럽 한노버″를 창립하면서 시작됐다. 처음에는 오픈 에어 페스티벌이 ″Opernplatz″에서 개최되었고, 1971년부터는 페스티벌의 오픈 에어 부분이 한노버의 ″Trammplatz"로 이동했다. 이 행사는 매년 예수 승천절 아침에 열린다. 페스티벌의 두 번째 파트인 ″재즈밴드볼″은 예수 승천절 전날 밤에 ″한노버 컨그레스 센트럼″에서 열린다. 매년 페스티벌에는 약 일곱 개의 밴드가 공연을 한다.
페스티벌의 이름은 2005년에 ″재즈 클럽 한노버 e. V.″가 ″Stadtwerke Hannover″(현지 공공 에너지 회사)와 파트너십을 맺은 후에 변경되었다. Stadtwerke Hannover는 enercity로도 불리며, 이 용어를 페스티벌 이름에 넣었다.

## 반응
1967년 처음 시작된 이 페스티벌에는 많은 국제적이고 국내적인 재즈 스타들이 공연을 했다. ″드럼 배틀″이라는 새로운 개최로 더 큰 주목을 받기도 했는데, 국제적인 드러머들이 대회에 참여했다. 알 포스터, 피트 요크, 찰리 안톨리니 등이 예로 있다.
2000년까지는 독일 공영 라디오 및 텔레비전 방송사인 Norddeutscher Rundfunk가 오픈 에어 콘서트를 녹음했다. 2016년에는 약 35,000명의 방문객이 있었는데, 이 페스티벌은 독일에서 가장 큰 재즈 페스티벌 중 하나이다.